# Colonard-Corubert
Colonard-Corubert är en kommun i departementet Orne i regionen Normandie i nordvästra Frankrike. Kommunen ligger i kantonen Nocé som tillhör arrondissementet Mortagne-au-Perche. År 2018 hade Colonard-Corubert 245 invånare.

## Befolkningsutveckling
Antalet invånare i kommunen Colonard-Corubert
| Referens: INSEE |